# Legend of Legaia
Legend of Legaia (レガイア伝説, Regaia Densetsu) est un jeu vidéo de rôle développé par Contrail et édité par Sony Computer Entertainment sur PlayStation. Il est sorti en 1998 au Japon, en 1999 aux États-Unis et en 2000 en Europe. Il a connu une suite en 2002 sur PlayStation 2 portant le nom Legaia 2: Duel Saga.

## Histoire
Au tout début, les dieux ont créé le ciel, la terre et les mers. À travers ceux-ci, ces dieux ont fait à leur image une espèce terrestre, les humains. Bien que les humains aient été doté de l'esprit des dieux, ceux-ci ont été impulsif et physiquement plus faible que les bêtes sauvages du monde. C'est alors que L'humanité a atteint un point où il était sur le point de disparaître.
Pour aider leur création a survivre, les dieux ont créé des serus mystiques. Quand un humain était en contact avec un de ces serus mystiques, ils fusionnaient. Ces alors que certains hommes acquirent des pouvoirs extra-ordinaires, telles que la force, des pouvoirs magiques ou même la capacité de voler. L'humanité s'est brisée de ses origines sauvages et a fondé une civilisation où l'homme et les serus vivaient dans une étroite harmonie.

## Système de jeu
Legend of Legaia utilise un système de jeu au tour par tour, classique du J-RPG. L'originalité réside dans les attaque, effectuées à l'aide de quatre commandes : haut, bas, gauche, et droite, correspondant à un coup de pied vers la tête, ou vers les jambes pour haut et bas, et d'un coup du poing droit ou gauche. Le joueur peut entrer un nombre variable de commandes à chaque tour (maximum de 9). Pour optimiser ses attaques, le joueur doit réaliser des "arts", coups spéciaux correspondant à un enchaînement précis de commandes. Certains enchaînements correspondant à des arts sont donnés au joueur dans le jeu. Les autres sont à découvrir par le joueur, en testant les différentes combinaisons possibles. 

## Postérité
En 2018, la rédaction du site Den of Geek mentionne le jeu en 14e position d'un top 60 des jeux PlayStation sous-estimés : « Quoique pas entièrement révolutionnaire, Legend of Legaia est un excellent RPG et reste très apprécié des fans à ce jour. »